# Sentiero

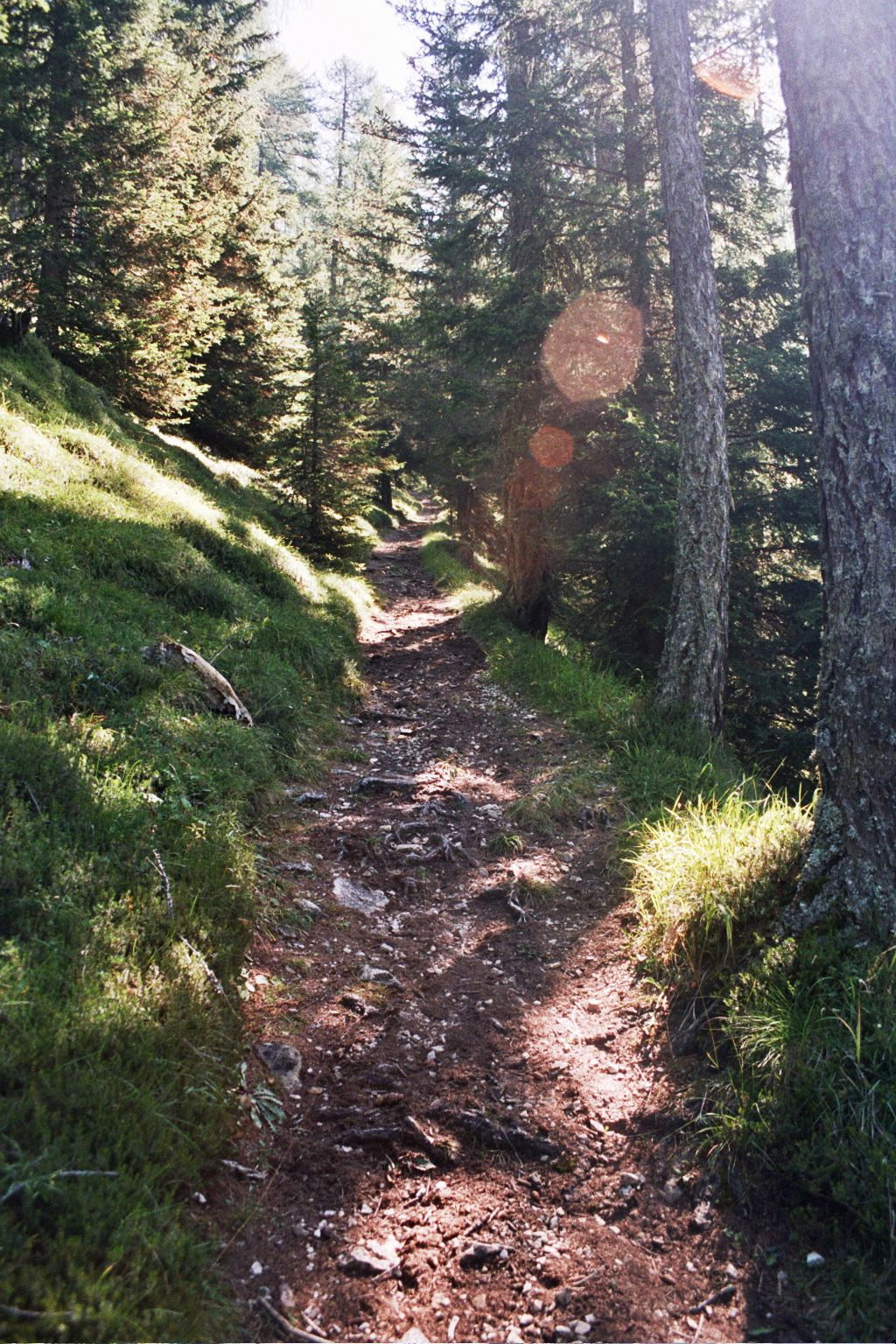
Un tipico sentiero prealpino.

Il sentiero è una via stretta, generalmente di larghezza non superiore a 2,50 metri, a fondo naturale e tracciato dal frequente passaggio di uomini e animali, tra terreni, boschi o rocce, in pianura, in collina o in montagna.

## Tipologie di sentieri

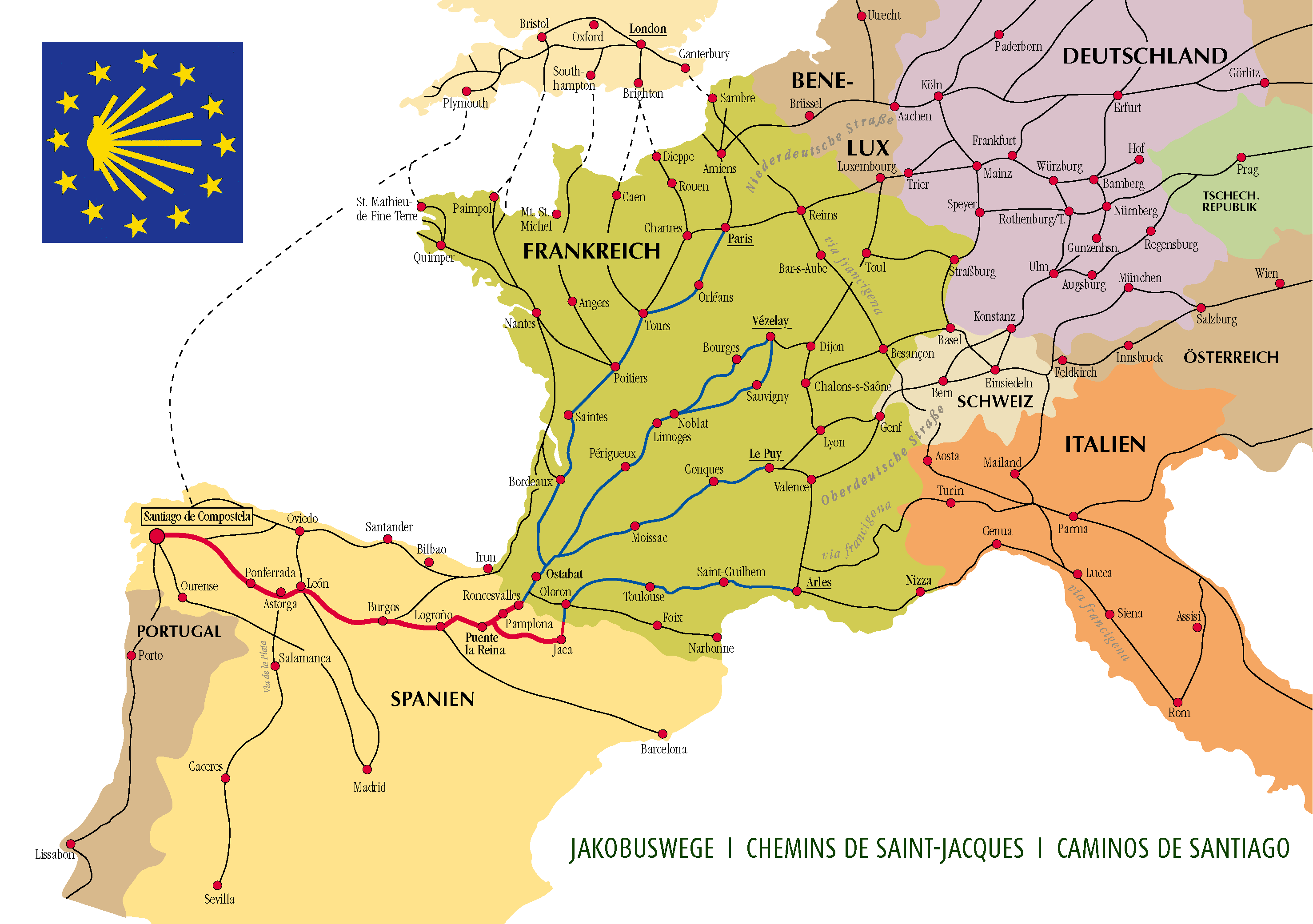
Cammino di Santiago di Compostela

### Classificazione in base alla lunghezza
- Sentieri di lunga percorrenza (Sentiero Italia, sentieri europei, dorsali appenniniche ecc.)

della durata di molti giorni di marcia e della lunghezza di centinaia di chilometri, in generale agevoli e segnalati, dotati della necessaria ricettività lungo il percorso.
- Sentieri di media percorrenza (trekking, alte vie ecc.)

della durata di più giorni di cammino (di solito dai 3 ai 7) e della lunghezza da 40 a 100 km, adatti a escursionisti in genere esperti. Sono generalmente ben segnalati e attrezzati e supportati da ricettività.
- Sentieri di breve percorrenza

sentieri escursionistici, brevi itinerari ad anello, della durata massima di 1 o 2 ore di cammino, largamente diffusi, generalmente adatti anche all'escursionista inesperto e conseguentemente attrezzati.

### Classificazione storico/funzionale
- Sentieri di fondovalle

Sono tracciati che interessano prevalentemente il fondovalle e collegano i paesi tra di loro o i paesi con la bassa/media montagna.
- Sentieri di accesso dai fondivalle

In questa categoria rientrano tutti i sentieri che dal fondovalle portano verso rifugi, forcelle, passi e cime.
- Sentieri di traversata

Sentieri che collegano le valli o che portano da rifugio a rifugio.
- Sentieri attrezzati e vie ferrate

Ricomprende tutti i sentieri che presentano lungo il tracciato tratti attrezzati (dai semplici cordini alle scale di ferro, passando per staffe, appigli artificiali ecc.)
- Sentiero vicinale

Tipico sentiero creato su un fondo privato e usato per collegarsi a una pubblica via. Nelle mappe catastali possiamo riconoscere il sentiero vicinale in quanto nella sua intersezione con le strade principali è chiuso e non ha un passo carrabile. Di fatto viene usato solo per il passaggio di persone e animali in quanto privo dei requisiti necessari occorrenti per il transito di automezzi.

## Segnaletica

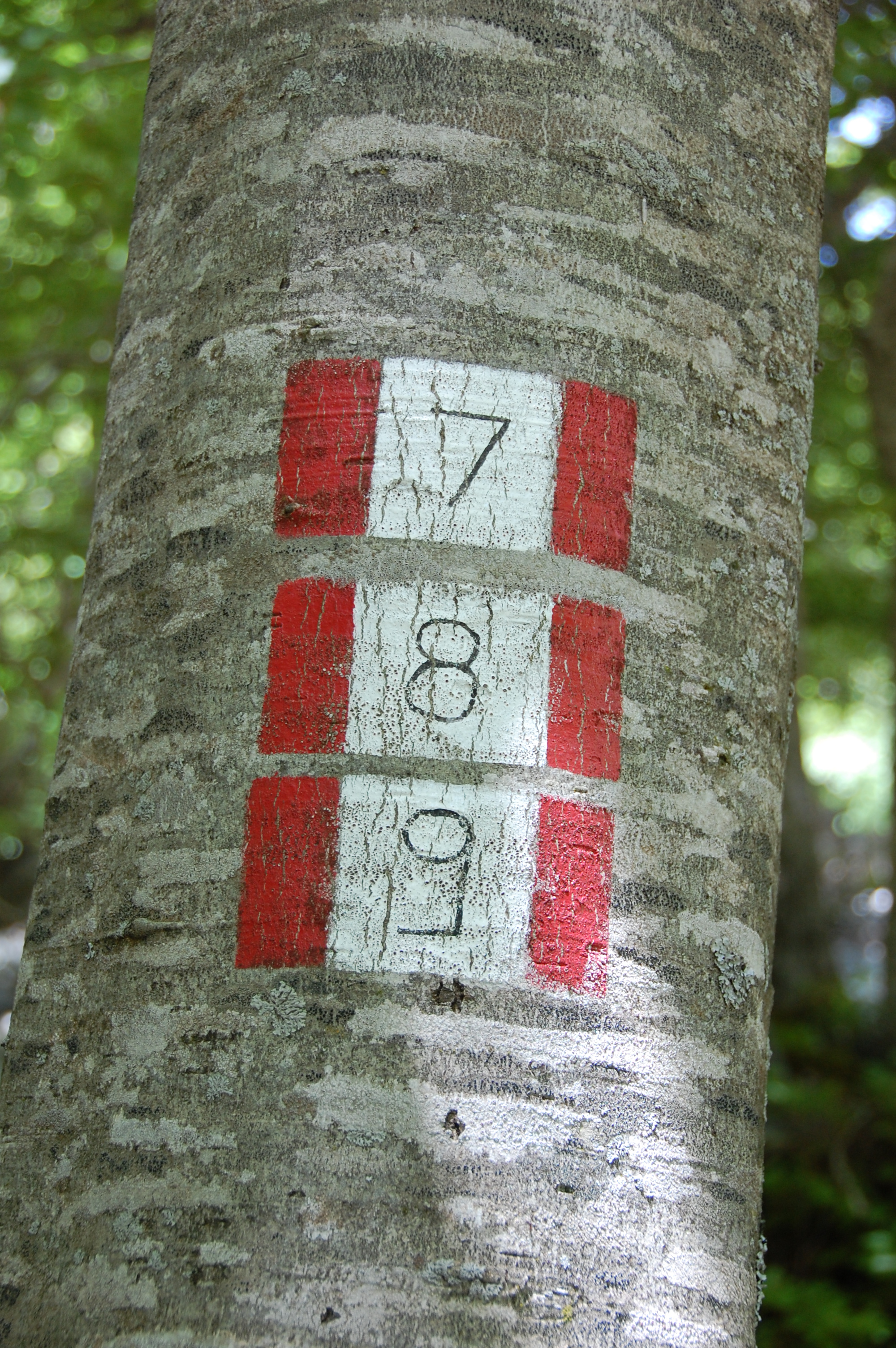
Segnavia del Club alpino Italiano

La segnaletica dei sentieri è fondamentale sia dal punto di vista escursionistico che dal punto di vista della valorizzazione del territorio. Non esistono tuttavia veri e propri standard nazionali o internazionali per la segnaletica dei sentieri, e così passando di nazione in nazione, di regione in regione (e a volte anche di provincia in provincia), la segnaletica può essere molto differente, in termini di posizionamento, colori e misure.

## I sentieri in Italia

### Definizione giuridica

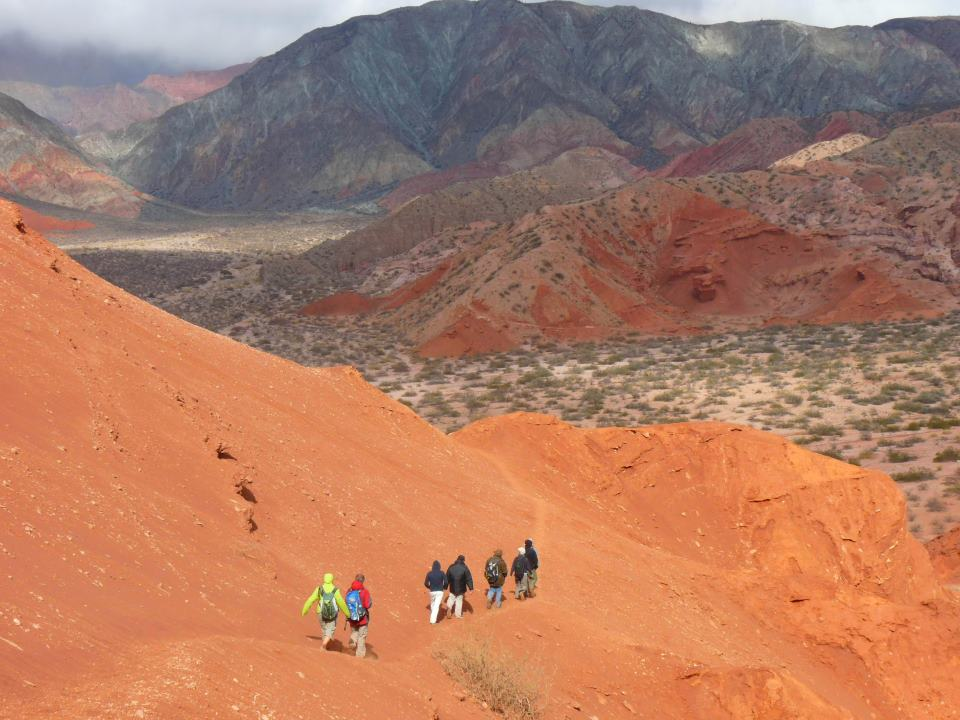
Sentiero in Argentina.

In Italia, l'unica definizione giuridica è contenuta nel Codice della strada il quale, all'articolo 3 (Definizioni stradali e di traffico), comma primo, n. 48, recita: «Sentiero (o mulattiera o tratturo): strada a fondo naturale formatasi per effetto del passaggio di pedoni e di animali».
Dalla giurisprudenza emergono altre definizioni: il sentiero è individuato in «quel tracciato che si forma naturalmente e gradualmente per effetto di calpestio continuo e prolungato» (Cassazione, maggio 1996, n. 4265) «a opera dell'uomo o degli animali, in un percorso privo di incertezze e ambiguità, riportato nelle mappe catastali» (Cassazione, 29 agosto 1998, n. 8633; Cassazione, 21 maggio 1987, n. 4623). 
In caso di incidenti occorsi sui sentieri, la responsabilità giuridica può ricadere sui progettisti, enti gestori, accompagnatori, proprietari.

### Classificazione del CAI

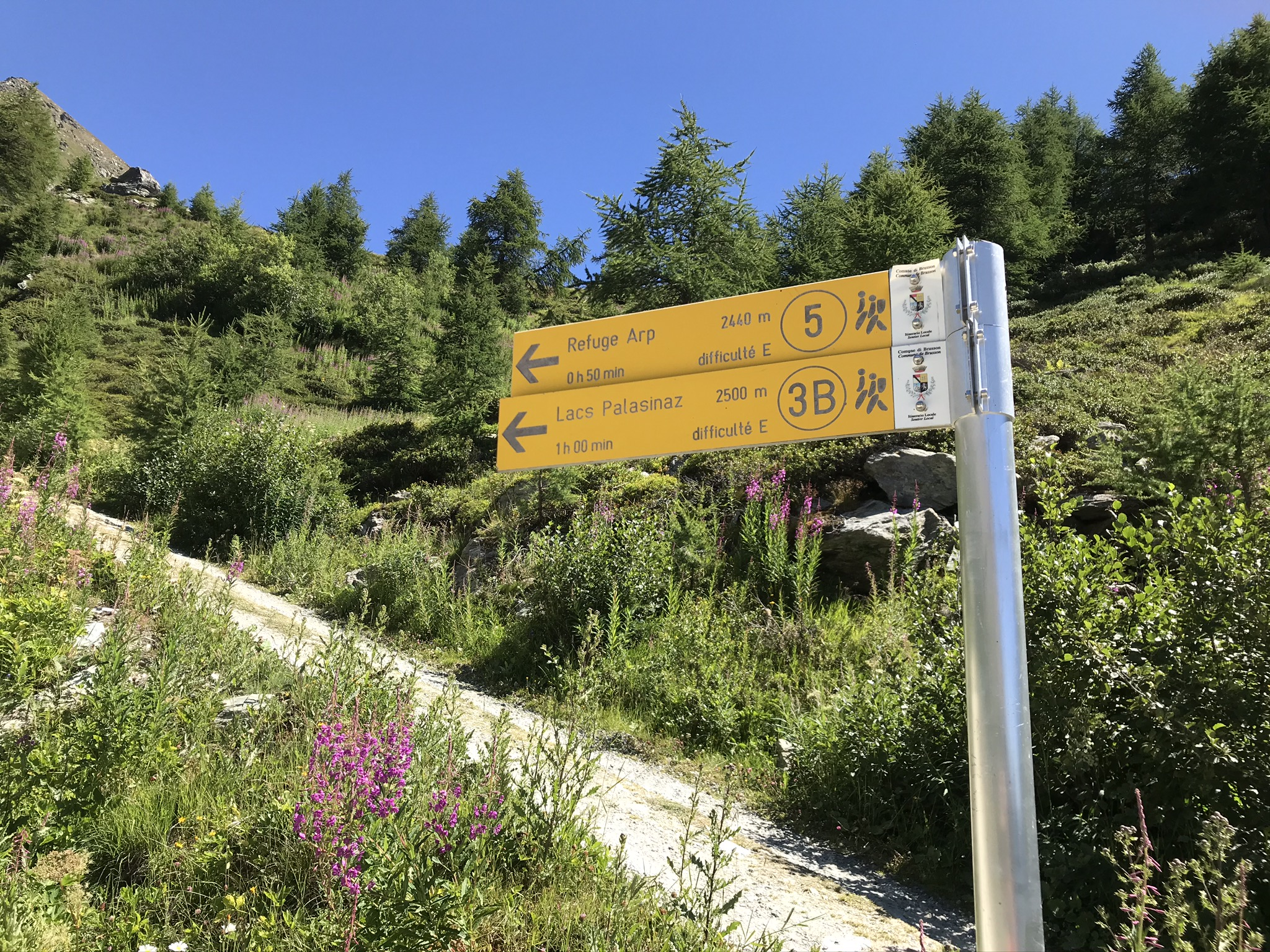
Indicazioni per il rifugio Arp e i laghi di Palasinaz nel comune di Brusson, in Valle d'Aosta.

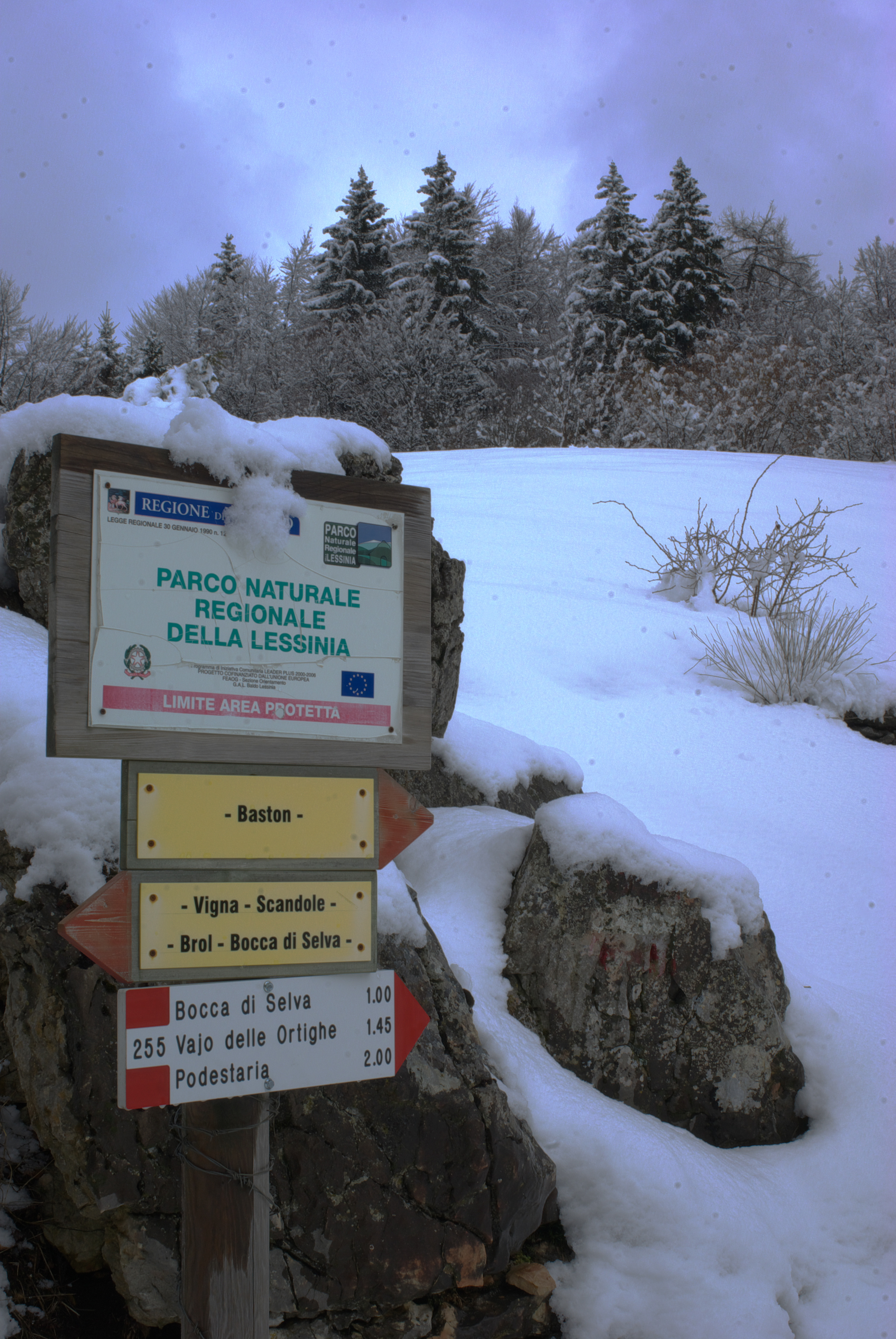
Bosco Chiesanuova Segnaletica del Parco ctg Lessinia 2013

- Sentiero turistico (T - itinerario escursionistico - turistico)

Itinerario di ambito locale su carrarecce, mulattiere o evidenti sentieri. Si sviluppa nelle immediate vicinanze di paesi, località turistiche, vie di comunicazione e riveste particolare interesse per passeggiate facili di tipo culturale, turistico o ricreativo.
- Sentiero escursionistico (E - itinerario escursionistico privo di difficoltà tecniche)

Sentiero privo di difficoltà tecniche che corrisponde in gran parte a mulattiere realizzate per scopi agro-silvo-pastorali, militari o a sentieri di accesso a rifugi o di collegamento fra valli vicine.
- Sentiero attrezzato (EE - itinerario per escursionisti esperti).

Sentiero con infissi (funi corrimano e brevi scale) che però non snaturano la continuità del percorso.
- Sentiero alpinistico

Sentiero che si sviluppa in zone impervie e con passaggi che richiedono all'escursionista una buona conoscenza della montagna, tecnica di base e un equipaggiamento adeguato. Corrisponde generalmente a un itinerario di traversata nella montagna medio alta e può presentare dei tratti attrezzati.
- Via ferrata o attrezzata (EEA - itinerario per escursionisti esperti con attrezzatura)

Itinerario che conduce l'alpinista su pareti rocciose o su creste e cenge, preventivamente attrezzate con funi e/o scale senza le quali il procedere costituirebbe una vera e propria arrampicata. Richiede adeguata preparazione ed attrezzatura quale casco, imbragatura e dissipatore.
- Sentiero storico (generalmente non presenta difficoltà tecniche, T oppure E)

Itinerario escursionistico che ripercorre "antiche vie" con finalità di stimolo alla conoscenza e valorizzazione storica dei luoghi visitati (es. Via Francigena, Cammino di Santiago di Compostela ecc..).
- Sentiero tematico (generalmente è breve e privo di difficoltà tecniche, T oppure E)

È un itinerario a tema specifico prevalente (naturalistico, glaciologico, geologico, storico, religioso) di chiaro scopo didattico formativo. Usualmente attrezzato con apposita tabellatura e punti predisposti per l'osservazione è comunemente adatto anche all'escursionista inesperto e si sviluppa in aree limitate e ben funzionali, molti all'interno di parchi o riserve.

### Segnaletica in Italia
Il Club Alpino Italiano, attraverso la Commissione Centrale per l'Escursionismo, fra il 1990 e il 1996 ha tentato di definire gli standard cui attenersi e tale indirizzo è stato fatto proprio non solo dalle sezioni e sottosezioni CAI, ma anche da numerosi enti territoriali pubblici e privati per i quali il CAI è diventato l'interlocutore di riferimento per la segnaletica e la sentieristica in generale.

#### Segnaletica principale

Esempio di segnaletica principale

È detta anche verticale ed è generalmente costituita dalle tabelle poste all'inizio del sentiero e agli incroci più importanti che contengono informazioni sulle località indicando nome e quota del luogo di partenza o dei luoghi di destinazione con i tempi di percorrenza e il numero di sentiero, detto anche segnavia; altri tipi di tabelle sono previste per i sentieri tematici, per invitare a camminare entro il sentiero, per il rispetto della flora e della fauna locale, per i sentieri attrezzati, per le vie ferrate, ecc.

#### Segnaletica secondaria

Esempi di segnaletica secondaria

È detta anche orizzontale o intermedia ed è formata da segnavia a vernice di colore bianco-rosso o rosso-bianco-rosso (detto anche bandierina e che contiene il numero del sentiero) posti all'inizio e lungo il sentiero, su sassi o piante, utilizzati per offrire l'informazione di continuità e conferma del percorso.

## Sentieristica
Con il termine sentieristica viene indicato l'insieme o la rete di sentieri pedonali di interesse per l'escursionismo che collegano alcuni punti geografici di un territorio circoscritto. Il termine comprende anche le indicazioni distribuite sul territorio sulle mete e i tempi di percorrenza sotto forma di tabelle direzionali o pannelli con la rappresentazione cartografica del territorio stesso. Si parla di sentieristica anche per indicare tutti i percorsi destinati all'escursionismo all'interno di un parco o una riserva naturale.

## Nel resto del mondo

### Europa
Un gruppo di organizzazioni pubbliche e private degli otto paesi alpini d'Europa ha creato la Via Alpina nel 2000, ricevendo finanziamenti dall'UE dal 2001 al 2008. È stata avviata dall'Associazione Grande Traversée des Alpes di Grenoble, che ha ospitato il segretariato internazionale della Via Alpina fino al gennaio 2014, quando è stato trasferito alla Commissione Internazionale per la Protezione delle Alpi CIPRA, in Liechtenstein. In ogni paese sono presenti segreterie nazionali (ospitate dalle pubbliche amministrazioni o dalle associazioni escursionistiche). Il suo scopo è sostenere lo sviluppo sostenibile nelle aree montane remote e promuovere le culture alpine e gli scambi culturali.
La Grande Randonnée (francese), Grote Routepaden o Lange-afstand-wandelpaden (olandese), Grande Rota (portoghese) o Gran Recorrido (spagnolo) è una rete di sentieri a lunga percorrenza in Europa, principalmente in Francia, Belgio, Paesi Bassi e Spagna. Molti percorsi GR fanno parte dei più lunghi sentieri appartenenti alla rete sentieristica europea che attraversano diversi paesi. Nella sola Francia, i sentieri coprono circa 60.000 km (37.000 mi). In Francia, la rete è gestita dalla Fédération Française de la Randonnée Pédestre (Federazione francese degli escursionisti), e in Spagna dalla Federazione spagnola degli sport di montagna.

### Regno Unito e Irlanda
In Inghilterra e Galles, molti sentieri e sentieri sono di origine antica e sono protetti dalla legge come diritti di passaggio. Nella Repubblica d'Irlanda, l'organizzazione Keep Ireland Open sta conducendo una campagna per diritti simili. Le autorità autostradali locali, in Inghilterra e Galles, (solitamente consigli di contea o autorità unitarie) sono tenute a mantenere la mappa definitiva di tutti i diritti di passaggio pubblici nelle loro aree, e questi possono essere ispezionati presso gli uffici comunali. Se sulla cartina definitiva è indicato un percorso e non esiste un ordine successivo (ad esempio una sosta), allora per legge è determinante il diritto di precedenza. Ma solo perché un percorso non è su quella mappa, non significa che non sia un percorso pubblico, poiché i diritti potrebbero non essere stati registrati. L'Agenzia per la Campagna stima che oltre il 10% dei sentieri pubblici non siano ancora riportati sulla mappa definitiva. Il Countryside and Rights of Way Act 2000 prevede che i sentieri che non sono registrati sulla mappa definitiva entro il 2026 e che erano in uso prima del 1949 saranno automaticamente considerati interrotti il 1º gennaio 2026.
In Scozia, il diritto di precedenza è un percorso su cui il pubblico è passato senza ostacoli per almeno 20 anni. L'itinerario deve collegare due «luoghi pubblici», come villaggi, chiese o strade. A differenza di Inghilterra e Galles, non vi è alcun obbligo per le autorità locali scozzesi di segnalare o contrassegnare la precedenza. L'organizzazione benefica Scotways, fondata nel 1845 per proteggere i diritti di passaggio, registra e segnala i percorsi.
Il Land Reform (Scotland) Act del 2003 ha stabilito una presunzione generale di accesso a tutta la terra in Scozia, rendendo l'esistenza di diritti di gran lunga meno importanti in termini di accesso alla terra in Scozia. Alcune categorie di terreni sono escluse da questa presunzione di libero accesso come i terreni ferroviari, gli aeroporti e i giardini privati.
L’Irlanda del Nord ha pochissimi diritti di passaggio pubblici e l’accesso alla terra è più limitato rispetto ad altre parti del Regno Unito. In molte zone gli escursionisti possono godersi la campagna solo grazie alla buona volontà e alla tolleranza dei proprietari terrieri. L’Irlanda del Nord condivide lo stesso sistema giuridico dell’Inghilterra, compresi i concetti sulla proprietà della terra e i diritti pubblici di passaggio, ma ha una propria struttura giudiziaria, un sistema di precedenti e una legislazione specifica sull’accesso.
In Inghilterra e Galles esiste anche un sistema National Trails di sentieri a lunga percorrenza gestito da Natural England e Natural Resources Wales, agenzie statutarie rispettivamente del Regno Unito e del governo gallese. Questi includono il Vallo di Adriano, il Pembrokeshire Coast Path, la Pennine Bridleway (ippovia), il South West Coast Path (South West Way) (il più lungo) e il Thames Path, e molti altri. Insieme questi sono lunghi oltre 4.000 km (2.500 mi).
In Scozia, i sentieri equivalenti sono chiamati Scotland's Great Trails e sono gestiti da NatureScot. La prima, e probabilmente la più popolare, è la West Highland Way, lunga 152 km ed aperta nel 1980.
Sustrans è un ente di beneficenza britannico che promuove il trasporto sostenibile e lavora su progetti per incoraggiare le persone a camminare, andare in bicicletta e utilizzare i trasporti pubblici, per dare alle persone la possibilità di "viaggiare in modi che vadano a beneficio della loro salute e dell'ambiente". Il progetto di punta di Sustrans è la National Cycle Network, che ha creato oltre 14.000 miglia (23.000 km) di piste ciclabili segnalate in tutto il Regno Unito.

### Stati Uniti
Nel 1968, il National Trails System degli Stati Uniti, che comprende i National Scenic Trails, i National Historic Trails e i National Recreation Trails, è stato creato ai sensi del National Trails System Act. I sentieri lunghi americani più famosi sono l'Appalachian National Scenic Trail, generalmente noto come Appalachian Trail e il Pacific Crest Trail. L'Appalachian Trail è un percorso escursionistico segnalato negli Stati Uniti orientali che si estende tra Springer Mountain, Georgia, e Mount Katahdin, Maine. Il percorso è lungo circa 2.200 miglia (3.500 km). Il Pacific Crest Trail è un sentiero escursionistico ed equestre a lunga distanza strettamente allineato con la parte più alta delle catene montuose della Sierra Nevada e della Catena delle Cascate, che si trovano da 100 a 150 miglia (da 160 a 240 km) a est della costa del Pacifico degli Stati Uniti. Il capolinea meridionale del sentiero si trova al confine degli Stati Uniti con il Messico e il suo capolinea settentrionale al confine tra Stati Uniti e Canada, ai margini del Manning Park nella Columbia Britannica, Canada; il suo corridoio attraverso gli Stati Uniti si trova negli stati della California, dell'Oregon e di Washington. È lungo 2.663 miglia (4.286 km).
L'agenzia di gestione del territorio responsabile di un sentiero scrive e applica le norme e i regolamenti relativi.
La costruzione di nuovi sentieri da parte di un'agenzia deve spesso essere valutata per il suo impatto ambientale e la conformità con le leggi statali o federali. Ad esempio, in California i nuovi sentieri devono essere sottoposti a revisioni specificate dal California Environmental Quality Act (CEQA).

#### Accesso universale
Tutti i sentieri e i percorsi ad uso condiviso (in effetti, qualsiasi area aperta ai pedoni) che sono di proprietà o gestiti da un ente pubblico o privato coperto dall'Americans with Disabilities Act del 1990 sono soggetti alle normative federali sugli altri dispositivi di mobilità a motore ("OPDMD"). Queste regole ampliano potenzialmente notevolmente i tipi di dispositivi veicolari che devono essere consentiti su sentieri, percorsi ad uso condiviso, altri percorsi e altre aree aperte al pubblico. Questa pubblicazione discute le modalità di gestione dell'accesso da parte di questi veicoli.
Esistono molti tipi di percorsi ricreativi non motorizzati, terrestri e percorsi ad uso condiviso: percorsi escursionistici e pedonali, percorsi per mountain bike, percorsi equestri e percorsi multiuso progettati per diversi tipi di utenti. La guida complementare a questa pubblicazione, i Principi di progettazione e sviluppo dei sentieri della Pennsylvania del 2013: Linee guida per sentieri sostenibili e non motorizzati (il "Manuale di progettazione dei sentieri della Pennsylvania"), fornisce indicazioni e informazioni dettagliate sulle caratteristiche dei vari tipi di sentieri e percorsi. La pubblicazione è una risorsa che aiuta a valutare, pianificare, progettare, costruire e gestire un percorso su un sito. La pubblicazione Percorsi di accesso universale e percorsi di utilizzo condiviso: considerazioni su progettazione, gestione, etica e legale si concentra sugli aspetti di accessibilità delle tipologie più comunemente costruite.